# Жаберные сердца
Жаберные сердца — вспомогательные насосы, дополняющие работу сердца в теле головоногих моллюсков. Миогенны по своей природе. Жаберные сердца всегда парные и расположены у основания жабр. Каждое жаберное сердце состоит из одной камеры. Они перекачивают кровь через жабры по афферентным жаберным венам. Поскольку они перекачивают только венозную кровь, жаберные сердца функционируют преимущественно в анаэробных условиях. Жаберные сердца также, по-видимому, участвуют в синтезе гемоцианина.
Каждое жаберное сердце напрямую связано с жаберным придатком сердца или перикардиальной железой. Действие жаберных сердец необходимо для производства первичной мочи в этих придатках посредством фильтрации под давлением. Жаберные сердца могли произойти от перикардиальных желез наутилоидей, подобных тем, которые все ещё встречаются у современных наутилусов.